# 新北市新莊區新泰國民小學
25°02′16″N 121°26′37″E / 25.03778°N 121.44361°E
新北市立新泰國民小學，簡稱新泰國小，位於台灣新北市新莊區，為新莊地區知名國民小學之一。

## 校史紀事
- 民國62年，新莊市都市計畫將此校地劃設為新莊市文小六預定用地，地址信義街91號。
- 民國77年6月，思賢國小奉命徵收此校校地，計11筆，2.619069公頃。
- 民國77.12.21，縣府指派國泰國小校長黃炳鴻為此校籌備主任。
- 民國78年，新莊市元月份市務會議決議命名為:新泰國民小學。
- 民國78年5月，委請黃武達建築 師負責設計規劃。
- 民國78年8月1日，此校奉准成立，核定陳芳菲先生為第一任校長。
- 民國78年12月25日，黃武達建築師辭職，改聘呂德雄建築師擔任設計監造工作。
- 民國79年3月31日，第一期校舍工程水電部分由耀竣水電工程有限公司得標。
- 民國79年4月14日，第一期校舍工程建築部分由良固營造有限公司得標。
- 民國79年5月15日，第一期校舍工程舉行奠基典禮。
- 民國80年8月1日，奉准招生，二至六年級分別由中港、國泰二所國小撥入，一年級生自行辦理招生，總計27班，教師數38人。
- 民國80年8月29日，前往國泰、中港迎接學生。

八十二學年度奉准核定為小班教學實驗學校，每班學生數40人，全校班級數45班。     
- 民國83年8月1日，陳校長芳菲調派泰山明志國小，劉校長文燦接任為第二任校長。
- 民國86年2月1日，劉校長屆齡退休，由教務主任彭吉梅暫行代理校長。
- 民國86年8月1日，余校長清雄奉派此校第三任校長至93年8月退休。
- 民國93年8月1日，張信務校長奉派此校第四任校長。
- 民國99年8月1日，王素涼校長奉派此校第五任校長。
- 民國101年8月1日，洪中明校長奉派此校第六任校長。
- 民國109年8月1日，許恒禎校長奉派此校第七任校長

## 新泰創新經營績效
- 2009教育部終身學習績優學校.玩具診所.玩具圖書館
- 2008教育部品德教育績優學校
- 2008教育部正向管教績優學校
- 2008教育部友善校園特優獎
- 2007教育部特色學校特優獎

## 地理位置

### 開車
從台北方向來        
中正路（縱貫線）─經捷運新莊站、新莊國中、海山里加油站於盲人重建院（陸橋前）─右轉公園一路
從桃園方向來        
中正路（縱貫線）─經捷運輔大站、輔仁大學、國泰國小於盲人重建院（陸橋後）─左轉公園一路
從北二高來        
北二高中和交流道─往板橋方向直走高架橋於大漢橋新莊方向下高架橋左轉中正路─經捷運新莊站、新莊國中、海山里加油站於盲人重建院（陸橋前）─右轉公園一路
從中山高來        
五股交流道─新五路─65號特二號快速道路─左轉中正路（縱貫線） ─左轉公園一路

### 免費接駁公車
新莊區福營、新莊線

### 搭乘公車
615（三重客運）
台北市─忠孝橋─中山路─思源路─中原路─中華路─安寧街─公園路─公園一路─新泰國小
618（首都客運）
台北市─台北橋─三重市─中山橋─化成路─幸福路─中平路─新泰路─公園一路─新泰國小

## 外部連結
新北市立新泰國民小學